# Oeclidius fuscosus
Oeclidius fuscosus är en insektsart som först beskrevs av Van Duzee 1907.  Oeclidius fuscosus ingår i släktet Oeclidius och familjen Kinnaridae. Inga underarter finns listade i Catalogue of Life.